# 钱德洪
钱德洪（1497年—1574年），初名寬，字洪甫，號緒山，因避先世諱，以字行。嘗讀《易》於靈緒山（今浙江餘姚龍泉山）中，故人稱緒山先生。浙江餘姚縣（今餘姚市，由宁波市代管）人。明朝中后期哲学家，思想家，教育家。钱德洪是王阳明的学生，是王阳明之后儒家心学的重要代表人物之一，于同时期的哲学家、思想家王龙溪齐名。。

## 生平
其父钱蒙是盲人，號心渔翁，母亲馬氏，世居餘姚鄧巷，家中遭火灾後，租住在莫氏樓，此樓是王陽明降生之所，曰“瑞雲樓”。钱德洪也出生于此樓中，正德十四年（1519年）补为邑庠弟子员，期间拜归乡的王陽明为师，嘉靖元年（1522年）由縣學附學生中式浙江鄉試第三十七名舉人，嘉靖十一年（1532年）壬辰科会试第231名，三甲226名进士。吏部观政，初授苏州府学教授，十三年聘主甲午科廣東乡试，十四年乙未丁内艰归。服阕，升补国子监丞，不久擢刑部主事，升陕西司员外郎。二十年九月因郭勋案下锦衣卫镇抚司狱，二十二年被削职为民。出獄后，在江浙、宣歙、湖广等地讲学三十年。穆宗即位后進階朝列大夫致仕。萬曆二年卒，享年七十九。

## 成就
做為王陽明的重要學生之一，錢德洪的主要貢獻在於整理王陽明的著作與編寫《年譜》。
由於錢德洪自身的著作(《緒山會語》)已經散佚，只能透過有限的文獻來探究其思想，其中最著名的即為「天泉證道」公案。圍繞著這則公案的學術討論，黃宗羲在《明儒學案》最早將錢德洪與王龍溪被視為類型不同的思想家，這個觀點被後世學者所繼承。
但是，近年已有研究指出，尽管對於「四句教」的理解與闡說並不相同，但錢德洪與王龍溪在整個陽明後學的思想光譜裡，依然是較為相近的。
王阳明的《传习录》（儒家重要著作之一）中，就有钱德洪作的序和跋。明史里也有钱德洪传。

## 代表著作
- 《绪山会语》，已散佚。
- 《平濠记》，记载了王阳明平定宁王朱宸濠藩乱（史称“宸濠之亂”）
- 《王阳明先生年谱》，後修改收錄於《王文成公全書》（今做《王陽明全集》）

## 家族
曾祖錢師摯；祖錢習；父錢蒙，號心渔翁；母馬氏。具慶下，妻諸氏，兄德忠；德昭；德恕，弟德章（生员）；德周；德充（生员）。子應制；應度；應樂（知縣）。

## 延伸阅读
[在维基数据编辑]
 《明史卷二百八十三》，出自《明史》
 在维基共享资源阅览影像

## 参看
- 陽明學者列表

## 外部連結
- 钱德洪 （页面存档备份，存于） 寧波檔案網
- 鍾彩鈞：〈錢緒山及其整理陽明文獻的貢獻 （页面存档备份，存于）〉。
- 錢明：〈浙中王学的兴衰——以钱德洪、王畿关系为主线 （页面存档备份，存于）〉。
- 錢明：〈關於錢德洪的文獻學調查與研究 （页面存档备份，存于）〉。

| 官衔        | 官衔                          | 官衔        |
| ----------- | ----------------------------- | ----------- |
| 前任： 馮琚 | 明朝蘇州府教授 1532年－1534年 | 繼任： 翟表 |